# Marcos Delana
Marcos Delana (...) è un ex giocatore di football americano australiano, che ha giocato come linebacker.